# Понте Санта Маргерита (Ла Специја)
Понте Санта Маргерита је насеље у Италији у округу Ла Специја, региону Лигурија.
Према процени из 2011. у насељу је живело 28 становника. Насеље се налази на надморској висини од 176 м.